# Bear Creek (Alabama)
Bear Creek es un pueblo del Condado de Marion, Alabama, Estados Unidos. En el censo de 2000, su población era de 1053. 

## Demografía
En el 2000 la renta per cápita promedia del hogar era de $ 27.813$, y el ingreso promedio para una familia era de 35.341$. El ingreso per cápita para la localidad era de 14.917$. Los hombres tenían un ingreso per cápita de 25.000$ contra 21.786$ para las mujeres.

## Geografía
Bear Creek está situado en 34°16′21″N 87°42′12″O / 34.27250, -87.70333 (34.272400, -87.703374).
Según la Oficina del Censo de los EE. UU., la ciudad tiene un área total de 13.74 millas cuadradas (35.58 km ²).